# Изневяра (филм, 2003)
Вижте пояснителната страница за други значения на Изневяра.
„Изневяра“ е български телевизионен филм (еротичен филм, криминална, трагикомедия, психологическа драма) от 2003 година на режисьора Антоний Дончев, по сценарий на Стоян Вълев. Оператор е Константин Занков, а музиката е на Иван Андреев. Художник - Георги Тодоров. 

## Актьорски състав
| В главните роли                        | Изпълнител         |
| -------------------------------------- | ------------------ |
| месарят Анастас Ценев                  | Христо Гърбов      |
| Цвета, съпругата на Ценев              | Любов Любчева      |
| майор Павлов, началникът на полицията  | Иван Савов         |
| тютюнопроизводителя Сергей Орешарски   | Александър Сано    |
|                                        | Петя Арнаудова     |
| Евгени Илчев, шеф на телевизия „Астра“ | Ненчо Илчев        |
|                                        | Йоанна Михова      |
|                                        | Теменуга Первазова |
|                                        | Ива Порфирова      |